# Dekanat Łańcut II
Dekanat Łańcut II – dekanat wchodzący w skład archidiecezji przemyskiej, w archiprezbiteracie łańcuckim.

## Historia
1 stycznia 1987 roku bp Ignacy Tokarczuk podzielił dekanat łańcucki na: łańcucki I i łańcucki II. 
Do nowo powstałego wówczas dekanatu Łańcut II, zostały włączone parafie: Białobrzegi, Cierpisz, Czarna, Handzlówka, Kraczkowa, Krzemienica, Łańcut-Chrystusa Króla, Łańcut-Podzwierzyniec z kapelanią w Woli Małej oraz parafie z dekanatu żołyńskiego: Dąbrówki, Wola Dalsza. 
Pierwszym dziekanem dekanatu Łańcut II został ks. Stanisław Duda, proboszcz w Krzemienicy. W 1987 roku następnym dziekanem został ks. Czesław Lech. W 1989 roku bp. Ignacy Tokarczuk wyłączył parafię Krzemienica z dekanatu Łańcut II, zaś w 2015 roku, abp Józef Michalik ponownie przyłączył Krzemienicę do dekanatu.  
Najstarsze parafie dekanatu to: Krzemienica (1349), Kraczkowa i Handzlówka (po raz pierwszy wzmiankowane w dokumencie z 1384 roku). W 2018 została erygowana (z dotychczasowego rektoratu) najmłodsza parafia dekanatu - parafia pw. Matki Bożej Różańcowej w Korniaktowie Południowym. 
Na terenie dekanatu istnieje ośrodek kultu maryjnego Matki Boskiej Pocieszenia w Krzemienicy oraz Matki Bożej Królowej Serc Naszych w Dąbrówkach (data koronacji cudownego obrazu na prawie diecezjalnym: 2 września 2018 roku). 

## Parafie
- Białobrzegi – pw. Najświętszego Serca Pana Jezusa
- Cierpisz – pw. św. Jana Chrzciciela
- Czarna – pw. Imienia Najświętszej Maryi Panny
- Dąbrówki – pw. Najświętszej Maryi Panny Królowej Polski
- Handzlówka – pw. św. Piotra i Pawła
- Korniaktów Południowy – pw. Matki Bożej Różańcowej
- Kraczkowa – pw. św. Mikołaja Biskupa
- Krzemienica – Matki Bożej Pocieszenia
- Łańcut – pw. Chrystusa Króla
- Łańcut – pw. św. Józefa
  - Wola Mała – kościół filialny pw. Niepokalanego Poczęcia Najświętszej Maryi Panny
- Wola Dalsza – pw. Matki Bożej Różańcowej

## Zgromadzenia zakonne
- Dąbrówki – ss. Służebniczki dębickie (1927)
- Wola Mała – ss. Służebniczki starowiejskie (1912)